# Belzoni (Mississippi)
Die Stadt Belzoni ist der Verwaltungssitz des Humphreys County im Staat Mississippi in den USA. Das U.S. Census Bureau hat bei der Volkszählung 2020 eine Einwohnerzahl von 1938 ermittelt.
Bekannt ist die Region für die Produktion von Welsen, insbesondere den Getüpfelten Gabelwels. Ein Höhepunkt ist das jährliche World Catfish Festival. Jedoch ist die Bezeichnung the catfish capital of the world für Belzoni durch Importe aus Asien in Gefahr.

## Persönlichkeiten
- Pinetop Perkins (1913–2011), Musiker
- Ernie Terrell (1939–2014), Boxer
- Eddie Burns (1928–2012), Musiker
- Charles Gordon (1947–2020), Filmproduzent
- Herb Washington (* 1951), Baseballspieler
- Denise LaSalle (1939–2018), Sängerin
- Rice Powell (* 1955), CEO Fresenius Medical Care